# The Mighty Mighty Bosstones
The Mighty Mighty Bosstones — американський ска-гурт, створений у 1983 році у Бостоні. Гурт є одним з засновників жанру ска-кор.

За час свого існування гурт встиг випустити сім студійних альбомів, три міні-альбоми та один концертний альбом.

## Історія
Гурт був створений в 1985 році в Бостоні, початковий склад — Тім Бридвелл, Дік Баррет, Нет Альберт, Джо Джиттлман, Тім Бертон. Перші кілька років гурт збирався і виступала дуже нерегулярно, перший альбом «Devil's Night Out» (англ. Вечірка диявола) був записаний в 1989 році, а випущений в 1991. 

У 1992 році виходить другий альбом гурту «More Noise and Other Disturbances» (англ. Шум і інший безлад). До гурту до того часу додалися Кевін Ленеар (саксофон) і Денніс Брокенборроу (тромбон). За ударні сів Джо Страйс. На поч. 90-х гурт набирає популярність і в 1993 році переходить до великого лейбла «Mercury Records». У тому ж році члени гурту знімаються в телерекламі фірми «Converse».

## Склад
- Дік Баррет (Dicky Barrett) — вокал
- Джо Джиттлман (Joe Gittleman) — бас
- Тім Бертон (Tim «Johnny Vegas» Burton) — саксофон
- Бен Карр (Ben Carr) — менеджер
- Джо Сируа (Joe Sirois) — ударні, перкусія
- Кевін Лінер (Kevin Lenear) — саксофон
- Лоуренс Кац (Lawrence Katz) — гітара
- Кріс Родес (Chris Rhodes) — тромбон

## Колишні учасники
- Роман Флейшер (Roman Fleysher) — саксофон
- Нет Альберт (Nate Albert) — гітара
- Денніс Брокенборроу (Dennis Brockenborough) — тромбон
- Патрік о'коннор (Patrick о'коннор) — hired gun
- Джош Далсимер (Josh Dalsimer) — ударні
- Браян Дваєр (Brian Dwyer) — труба
- Тім Брайдвелл (Tim Bridewell) — тромбон
- Кевін Стівенсон (Kevin P. Stevenson) — гітара
- Дейв Аронов (Dave Aaronoff) — клавішні
- Следж Бертон (Sledge Burton) — труба

## Дискографія
- Devil's Night Out (1989)
- More Noise and Other Disturbances (1991)
- Don't Know How to Party (1993)
- Ska-Core, Devil And More (1993)
- Question the Answers (1994)
- Let's Face It (1997)
- Live from the Middle East (1998)
- Pay Attention (2000)
- A Jackknife to a Swan (2002)
- The Mighty Mighty Bosstones & Madcap — Split EP (2002)
- Medium Rare (2007)
- The Route That I Took (2009)
- The Magic Of Youth (2011)